# Првенство римског папе
Првенство римског папе (лат. primatus Papae), такође и примат римског папе, хришћанска је доктрина која се тиче значаја и ауторитета епископа Рима у поређењу са другим епископима хришћанске цркве. Уз питање Филиокве, разлике у тумачењу ове доктрине главни су извор контроверзи између Католичке и Православне цркве. Католицизам тврди да епископ Рима има пуну и непосредну јурисдиктивну власт да управља и руководи цјелокупном Црквом. У Католичкој цркви поглаварство римског епископа изражена је у тзв. „Петровој служби” и поткријепљена је библијским, канонским и богословским аргументима. Католички богослови легитимност првенства „насљедника Петра” на основу јеванђелског текста о ријечима Исуса Христа упућених апостолу Петру (Мт. 16:18-19; Јн. 21:17).
Савремена католичка еклисиологија, заснована на текстовима Новог завјета и ранохришћанског Предања, насљеднике апостола Петра на римском пријестолу назива „намјесницима Христовим”. Римска црква се од раних времена почиње везати са апостолом Петром (од 3. вијека) и развија учење о његовом посебном статусу међу апостолима, а самим тим и о посебном статусу римског епископа. Прва три вијека црква је рјешавала нова питања преко мјесних сабора, не тражећи директиве из Рима. Ниједан од римских епископа није лично предсједавао васељенским сабором. Умјесто њих, били су присутни његови представници (легати), који су заузимали прво мјесто „по части”, пошто је Рим био пријестоница царства. Први ватикански сабор је традиционалном учењу о првенству папе додао догму о вјероучитељској непогрешивости римског понтифика. Историјски догађаји (монофизитски раскол, арапска освајања) и неке одлуке Ефеског и Халкидонског сабора довели су до уздизања Константинопоља у раван са Римом. Догматски развој папског примата био је посљедица дјеловања Латеранских сабора Католичке цркве од 12. до 13. вијека (1123, 1139, 1179. и 1215.).
Други ватикански сабор, развијајући католичку богословију, потврдио је тврдњу о божанском праву на првенство и на посебан вјероучитељски ауторитет папе. Католичку тврдњу о божанској условљености првенства Рима поричу све друге хришћанске конфесије. У неким источним црквама се признаје само почасно право да буде „први међу једнакима”, не придодајући му било какву власт. Друге цркве признају ауторитет који произилази из овог права на изражавање, која се оличавају и врше у једном епископу ауторитету цијеле цркве. Римокатоличка црква сматра да је примат папе „потпун, врховни и општи, који се несметано врши над цијелом Црквом”. Ова власт такође припада колегијуму епископа, који је у заједници са папом. Власт која се приписује папи у вези са његовим приматом, има нека ограничења. Савремена Католичка црква признаје да је питање примата папе на екуменском нивоу један од најтежих проблема. Она није само теоретски сложена, већ изазива и снажан емоционални одговор присталица и противника идеје првенства римског епископа, утичући на темеље конфесионалног идентитета.

## Догматско оправдање
Према хришћанској еклисиологији, глава Цркве је Исус Христос. Истовремено, Свето писмо и ранохришћански извори указују на потребу за вођством (првенством) у црквеним структурама. Неколико пасуса у Новом завјету говори о томе да су рани хришћани имали вође (1. Сол. 5:12; Дап. 20:28; Фил. 1:1). По Светом писму, Исус Христос је за вријеме земаљског живота изабрао дванаест апостола. Тројица од њих — Јован, Петар и Јаков — имали су посебан положај, јер су били са Спаситељем за вријеме Преображења (Мк. 9:2—10) и у Гетсиманском врту (Мк. 14:32—42). Јеванђелски текст свједочи о посебној улози апостола Петра, који је био упућен да „јача браћу” (Лк. 22:32), „пази на јагањце и овце” (Јн. 21:15—19) и такође „прими кључеве Царства небеског” (Мт. 16:1). Мучеништво апостола Петра у Риму доводи до тога да се од 3. вијека римски епископ почиње повезивати са апостолом Петром и доживљава као „насљедник Петров”. Каликст I (217—222) и Стефан I (254—257) били су први римски епископи који су се позвали на текст јеванђеља да би оправдали посебан статус Римског пријестола.
Према учењу Католичке цркве првенство папе произилази из чињенице да је папа насљедник апостола Петра, за кога Католичка црква тврди да је био главни апостол Исуса Христа. Као оправдање за првенство апостола Петра у католицизму наводи се неколико новозавјетних текстова:
- „И рече Господ: Симоне, Симоне, ево вас заиска сатана да вас вије као пшеницу. А ја се молих за тебе да вјера твоја не престане; и ти, када се обратиш, утврди браћу своју” (Лк. 22:31—32). Просијавање у рукама Сатане симболизује искушења која долазе апостолима, а у којима је Симон-Петар морао да ојача своју браћу.[5]
- „А и ја теби кажем да си ти Петар, и на томе камену сазидаћу Цркву своју, и врата пакла неће је надвладати” (Мт. 16:18)[6] и даље „И даћу ти кључеве Царства небескога: и што свежеш на земљи биће свезано на небесима; и што раздријешиш на земљи биће раздријешено на небесима” (Мт. 16:19)[7]. Ову изјаву су више пута коментарисали Црквени оци још од Оригена. Главна идеја бројних тумачења била је да је вјера апостола Петра основа хришћанске цркве.[8] Сложен систем слика овог одломка тумачи се као назнака три Петрове функције: стуб цркве, затварач капије ада и власник кључева моћи. У цјелини они у католичкој богословији доводе до схватања посебне улоге Петра као темеља и чувара Јеванђеља, стуба цркве.[9] Сагласност да лик Петра има превагу међу Исусовим апостолима и у раној цркви, постоји и у православљу. [10]
- „А кад обједоваше, рече Исус Симону Петру: Симоне Јонин, љубиш ли ме више него ови? Рече му: Да, Господе, ти знаш да те волим. Рече му: Напасај јагањце моје” (Јн. 21:15). Ова фраза се схвата као јасан Исусов налог Петру да врши пастирско вођство цркве.[11]
- Водећа улога апостола Петра међу апостолима заснива се и на тексту Дјела апостолских (Дап. 1:15; 2:14; 4:8; 5:3; 5:8; 5:29).[12]

Савремено католичко тумачење историјског аспекта првенства Петра наглашава не толико ауторитативни аспект његове службе, колико само служење. Титула „слуга над слугама” (лат. servus servorum) коју је увео папа Гргур I (590—604) односи се на јеванђелски израз „који хоће међу вама да буде први, нека вам буде слуга” (Мт. 20:27). Исти аспект је истакао папа Јован Павле II (1978—2005), који се осврнуо на ранохришћанског мученика Игњатија Антиохијског, који је дефинисао првенство Рима као „првенство љубави”. При томе, како примјећују православни богослови, није ништа мање значајна служба других апостола, а у Новом завјету није јасан посебни карактер Петрове службе, а веза између даљег историјског развија римске службе и изјава Јеванђеља је прије нагађање, него што је поткријепљена.

## Позадина

### Ранохришћански период
У ранохришћанском периоду је већ почело формирање идеје о првенству епископа у обласним црквама. Највећи ауторитет добиле су епископске катедре већих градова Римског царства: Рим, Константинопољ, Антиохија, Александрија и Јерусалим, који су формирали тзв. „пентархију”. Значај римског епископа потврђују бројни стари документи, укључујући прву Климентову посланицу Коринћанима (око 96.) и Игњатијеву посланицу Римљанима (између 110. и 117.). Код Игњатија се први пут јавља опис Римске цркве као „преузвишене у љубави”. Према католичким тумачењима, „љубав” у овом случају означава црквену заједницу, док протестанти овдје виде назнаку првенства римских хришћана у доброчинству. У појединим периодима запажен ауторитет су имали епископи Картагине, Солуна, Милана и Равене. Неки од њих су накнадно понијели титулу патријарха. Митрополитско и патријаршијско првенство вршено је кроз предсједавање помјесним и обласним саборима, приликом хиротоније помјесних или митрополитских епископа, а такође и кроз дјеловање апелационе инстанце. Слава Рима као мјеста гдје су апостоли Петар и Павле проповиједали, гдје су мученички страдали и гдје су се налазили њихови гробови, одмах је подарила граду невиђени углед. У хришћанском контексту, статус пријестонице Рима није био важан, али се није порицало да је статус условио пажњу апостола на Вјечни град. У ранохришћанском периоду, схватање црквеног првенства формирало се на нивоу епископа (34. апостолски канон). Еволуција црквених структура довела је до новог схватања првенства на различитим нивоима: општина, епархија, митрополија, обласна црква и Васељенска црква.
Руски богослов Николај Афанасјев сматра да је већ у предникејском периоду ауторитет свједочанства Римске цркве био толико висок да је прихватање или одбацивање овог или оног учења од стране Рима предодредило одлуку других Цркава. Позив Рима је био да игра улогу арбитра, рјешавајући контроверзна питања свједочећи о истинитости или неистинитости одређеног учења. Рим је био истинско средиште гдје су се окупљали сви они који су жељели да њихово учење буде примљено ка свијести Цркве. Свједочанство Римске цркве значило је више од било које правне пресуде, стога је, сматра Афанасјев, позната латинска формула „Рим је проговорио, случај је завршен” (лат. Roma locuta, causa finite) могла се јавити већ у вријеме када моћ Рима није стекла снагу закона. Крајем 2. вијека римски епископ Виктор (189—198) покушао је да разријеши спор око датума Ускрса изопштењем епископа и малоазијске пастве, а само посредовање Поликрата Ефеског и Иринеја Лионског задржало је мир у цркви. По Афанасјеву, енергични поступци папе Виктора нису излазили из граница нормалне црквене праксе. Афанасјев истиче да је категорички захтјев папе да прихвати став Рима био заснован на предању огромне већине Цркава. Цркве Мале Азије су остале изоловане након што су све остале Цркве слиједиле Викторов захтјев, али било би погрешно говорити о њиховом „изопштењу”: на крају 2. вијека нико није сматрао могућим да једна Црква може да изопшти другу. Лично учење Иринеја Лионског о црквеном првенству заснива се на идеји очувања апостолског предања, гдје „највећа, најстарија и најпознатија” Римска црква заузима посебно мјесто као чувар општег црквеног предања.
Средином 3. вијека, од картагинског епископа Кипријана почиње предање тумачења Мт. 16:18 као васељенске цркве. Томе је претходио низ значајних догађаја у животу цркве: несугласице по питању дозвољености повратка у цркву отпадника који су током прогона хришћана под царем Децијем од 250. до 251. приносили жртве паганским божанствима, као и дисциплинска питања везана за свргавање хиспанских епископа. Папа Стефан (254—257) дозволио је повратак отпадника кроз покајање, док је Кипријан инсистирао на прихватању новатијанских отпадника кроз поновно крштење. Када је разлика постала јасна, папа је почео да захтјева да Афричка црква слиједи римску праксу. Као одговор, Кипријан, који је раније истицао врховност римских епископа међу осталима, сазвао је три сабора у Картагини на којима је донијета одлука да се не признаје крштење јеретика и да се придржава праксе која је постојала у Африци. Сазнавши за то, папа је писао Картагини и још једном захтијевао да новатијани буду прихваћени само са покајањем, а такође први пут се позвао на Мт. 16:18 да оправда своју превласт. Папу Стефана су критиковали Дионисије Александријски и Фирмилијан Цезарејски. Према Афанасјеву, и Стефан и Кипријан су заједно одступали од црквеног предања, а Кипријан у већој мјери, пошто је настојао да преко својих сабора успостави вођство над цијелом Црквом, што је била иновација. Афанасјев сматра да је Стефаново понашање било природно и у потпуности у складу са приоритетном улогом Римске цркве, тим прије што је Хиспанија била у њеној сфери непосредног утицаја. С друге стране, током ових спорова Кипријан је показивао уздржаност, и управо је он први употријебио израз „катедра апостола Петра” (лат. cathedra Petri) у односу на римски пријесто, означавајући тако „првобитну Цркву, из које потиче јединство свештенства”. Истовремено, Кипријан је под „катедром Петра” подразумијевао било који епископски пријесто, а ријечи „ти си Петар” биле су упућене сваком епископу..

### Папство и сабори ране Цркве

#### Сабори 4. вијека
Улога римског епископа порасла је током богословских спорова у 4. и 5. вијеку, када је папа почео да се посматра као „арбитар” у споровима источних патријаршија. Први никејски сабор, који је сазвао цар Константин Велики у Никеји 325, папа Силвестар I (314—335) признао је као легитиман и послао на њега своје представнике. Дио 6. канона гласи: „Нека важе стари обичаји, који постоје за Египат, Ливију и Пентапољ, наиме, да александријски Епископ има власт над свима тима областима: јер сходно обичају тако има и римски Епископ. Исто тако и у Антиохији и у другим Епархијама нека се чувају повластице црквама”. Тако су епископи Рима, Александрије и Антиохије били признати као равноправни у вршењу својих овлашћења на својој територији. Према исходу сабора, 6. канон сабора признао је власт епископа Рима над Италијом. Ово правило је постојало у неколико издања и било је предмет фалсификовања. По свему судећи, за епископа Рима почетком 4. вијека била је „уобичајена” власт у приградским провинцијама, односно чак ни на цијелој територији Италије. Већ почетком 5. вијека појавиле су се сумње у вјеродостојност његове формулације, а на Халкидонском сабору (451) и за вријеме Акакијевог раскола крајем вијека папе су сматрале 6. канон као јасну потврду њиховог примата и посједовања врховне власти на било ком сабору.
Од помјесних сабора 4. вијека, Сардички сабор, који се одржао на врхунцу аријанског спора, имао је највећи значај за развој идеје о папском првенству. Од 5. вијека 3, 4. и 5. канон сабора тумачени су као оправдање за папин прерогатив да саслуша апеле свих епископа, што је било релевантно у споровима између цркава Истока и Запада. Крајем 5. вијека на њих се позива папа Геласије I (492—496). Касније су на Западу канони Сардичког сабора погрешно сматрали Никејским, а почетком 13. вијека постали су основа претензија Рима на искључива јурисдикцијска овлашћења.
У другој половини 4. вијека папе су се активно мијешале у спорове на Истоку, одређујући из политичких разлога на чијој су страни. Укупно 153 епископа који су учествовали на Антиохијском сабору 379. прихватили су услове заједништва које је изнио папа Дамас I (366—384) и симбол вјере који је он предложио. У својој борби са антипапом Урсином, Дамас је добио подршку свјетовне власти, добивши од западног цара Грацијана издање закона у своју корист. Рескрипт Ordinariorum sententiae дао је папи врховну судску власт над свим епископима Запада, било позивањем осумњичених у Рим или именовањем судија по свом избору ради суђења на лицу мјеста. Исти документ давао је сваком епископу којег је првостепено осудио провинцијски сабор, право на жалбу папи. Низ сабора, које су сазвале папе у 4. вијеку, учврстио је положај Рима као средишта саборне активности не само у Италији, већ и широм царства. Способност римског пријестола да за релативно кратко вријеме мобилише неколико десетина епископа за учешће на сабору, омогућила је папама да иступају као вође никејске струје и читавог западног епископата. Истовремено, постојала је пракса личног неприсуства папа на саборима, сазваним изван Рима.
Окончањем аријанског спора и обављањем општења између источних и западних епископа, нестала је потреба за западном арбитражом на Истоку. Током Првог цариградског сабора 381. почело је да се уобличава схватање да васељенски сабор има пуну власти и да не зависи ни од чијег ауторитета, што је одражено и у 3. саборском канону („Епископ Константинопоља [Цариграда] нека има првенство части после епископа Рима због тога што је Константинопољ — Нови Рим”), у којој је првенство Рима схваћено као првенство части на основу политичког статуса града. На Западу је сабор из 381. признат као васељенски тек на Латеранском сабору 649, након чега је израз „првенство части” (лат. honoris primatum) усвојила већина латинских канонских сабора.

#### Сабори 5. вијека
На Ефеском сабору 431, легати папе Целестина I (422—432) представили су идеју о „бризи” римског епископа о цијелој Цркви. Током Халкидонског сабора 451, вјероучитељска улога римског папе у Цркви се повећала. Писмо папе Лава I (440—461) цариградском патријарху Флавијану, у којем је формулисано учење о двије Христове природе, које су делегати Халкидонског сабора детаљно проучавали, прихваћено је као један од главних докумената сабора. Истовремено, повећан утицај папе није се одразио на однос саборских отаца према римској катедри, пошто је 28. саборски канон дао Цариграду првенство у односу на Рим („и пријестолу старога Рима Оци су придавали повластице јер је тај град био пријестоница. Следећи исти разлог, 150 најбогољубазнијих епископа признали су једнаке повластице и најсветијем пријестолу Новога Рима, разложно просудивши да град који је удостојен цара и Сената (синклита), и који ужива једнаке повластице старог царског Рима, буде уздигнут и у црквеним дјелима као онај и да буде други после њега”). Дакле, првенство римског епископа источни Оци су доживљавали не као посљедицу насљеђа овог епископа од апостола Петра, већ као заснованог на политичком значају Рима као пријестонице царства. Исто тако, предности цариградског пријестола нису произилазиле из његове древности (пријестоли Јерусалима, Александрије и Антиохије су били старији), нити из неких других црквених предуслова, већ искључиво из политичког значаја Цариграда као „града цара и синклита”. Папа Лав I није прихватио 28. саборски канон и никада га није признала римска катедра, иако је уврштена у канонски корпус. Према Лаву, првенство не би требало да буде одређено политичким значајем града у коме се налази епископска катедра, већ односом према апостолском предању. У овог парадигми, послије Рима требају слиједити Александрија и Антиохија, пошто су у њима проповиједали јеванђелиста Марко и сам Петар. Лав довршава образовање учења о папском првенству и назив епископа Рима „првим од епископа, врховним вођом цијеле Цркве”.
Спискови првих епископа Рима били су од великог значаја за даљу историју догмата о папи као настављача Петровог дјела. Прва три, које је око 160. саставио Хегесип, а сачували Епифаније Кипарски, Иринеј Лионски и Јевсевије Кесаријски, почели су са Лином, којем су епископство предали апостоли. Четврти је настао у Риму око 354. под папом Либеријем (352—366), а у њему је Петар први пут именован за епископа Рима. Папа Лав је себе радије називао „недостојним насљедником” (лат. haeres indignus) Петра преко кога апостол дјелује у цркви. Послије објављивања Лавовог томоса, учесници Халкидонског сабора узвикивали су да је сам Петар говорио преко папе. Слично, на Трећем цариградском сабору 681. прослављен је папа Агатије (678—681). Према Валтеру Улману, британском специјалисти за средњовјековно право, фиксација идеје о папском првенству је достигнуће Лава I. Како примјећује историчар, кључна тачка овдје је било успостављање везе између Петра и папства, не кроз апстрактне појмове и симболе, већ кроз заједницу дужности које је обављају.
У споровима 5. вијека и даље, подршка Рима је и даље била одлучујући фактор, иако разлог за овакво стање није увијек јасан. Покушаји помирења дијафизита и монофизита у Византији послије Халкидонског сабора 484. довели су до прекида јединства између Рима и источних патријаршија. Оптужујуће источне патријархе за јерес, папа Феликс III (483—492) је прекинуо општење са њима. Овај први раскол Истока и Запада трајао је до 519. и ушао у историју као Акакијев раскол. Она је превазиђена усвајањем „формуле” папе Хормизда (514—523). Документом који су потписали источни јерарси признато је да је у Риму „права вјера увијек била чиста” — то је касније дало додатна оправдања за претензије папства на првенство.

#### Сабори 6—8. вијека
Средином 6. вијека у Византији се разбуктао нови христолошки спор, који је у историју ушао као „Спор о три поглавља”. Римски папа Вигилије био је против сазивања васељенског сабора и осуде „три поглавља”, коју је покренуо цар Јустинијан I. Као одговор на ово, цар је наредио да се Вигилије доведе у Цариград. Стигавши у пријестоницу Византије 547, под притиском власти, папа се сложио са осудом „три поглавља”. Цар Јустинијан је 553. сазвао Други цариградски сабор. Сабор је отворен без учешћа папе, који је одбио да учествује на њему због малог броја представнике Западне цркве. Послије неуспјешних покушаја да се Вигилије укључи у рад сабора, саборски оци су изјавили да су одлуке сабора мјеродавне и без њега. На крају, Вигилије је био приморан да прихвати резултате сабора и осуди „три поглавља”. Резултат недослиједног става папе био је раскол на Западу — синод у сјеверној Африци је изопштио папу, епископи Милана и Аквилеје су на дуже вријеме прекинули општење са Римом, а епископи Галије су послали своје примједбе. Након тога, понашање папе Вигилија често су користили критичари католицизма као оправдање за неуспјех догме о вјероучитељској непогрјешивости папе.
Скоро цијели 7. вијек источна црква је била заокупљена питањем јединствености воље Христове. У почетном периоду спора, папа Хонорије I (625—638), неспособан да схвати суштину проблема, подржавао је монотелите. Трећи цариградски сабор, који се овим питањем бавио 680—681, не само да је одбацио монотелитизам, већ је и анатемисао и неке источне патријархе и покојног Хонорија. С друге стране, сабор је усвојио учење његовог насљедника, истичући велику улогу папе Мартина I (649—653) у борби против ове јереси. Посланици папе Агатијa на сабору су досљедно бранили православно вјероучење, одбацујући моноенергизам и монотелитизам. Посљедице грешака Рима биле су даље опадање ауторитета папства, а неколико година касније Трулски сабор је својим 36. каноном потврдио да пријестоли „старог Рима” и „новог Рима” уживају „исте прерогативе по части”, а три остала патријаршијска пријестола — Александријски, Антиохијски и Јерусалимски — слиједе за њима. У средњем вијеку папа-јеретик је заборављен, али је на Првом ватиканском сабору (1869—1870) случај Хонорија постао је још један аргумент против непогрешивости папе. Други никејски сабор сазван 787. против јереси иконоборства доносио је одлуке у складу са жељама папе Хадријана I. Током рада сабора, мишљење папе је било од посебног значаја. Истовремено, захтјеви папе за враћање епархија у Италији и на Балкану под јурисдикцију Римске цркве били су фактички игнорисани.

### Средњи и нови вијек

#### Разлике у схватању првенства између Запада и Истока
Образовање учења о првенству Римске катедре завршено је захваљујући дјелатностима папе Лава I и папе Гргура I (590—604). Појаву свијести о свецрквеном ауторитету папе на Западу је олакшао и однос неких византијских отаца (Максим Исповједник, Јован Дамаскин, Теодор Студит) према папи као арбитру. Максим Исповједник је признао Римску цркву као „прву од цркава” (лат. princeps ecclesiarum) и тврдио да је она „сама оваплоћена Ријеч Божија, која је, као и сви свети сабори, по светим правилима и опредјељењима примила и посједује све ради свега више од других светих цркава на земљи, има поглаварство, ауторитет и власт да везу и разрјешава”. Максим је позвао папу Мартина I да сазове Латерански сабор 649, који је одиграо велику улогу у осуди монотелитизма. Све до 8. вијека однос између папског првенства и ауторитета Васељенског сабора био је неизвјестан. Према истраживачима, у периоду васељенских сабора у Цркви није постојало једногласно мишљење о односу између саборности и првенства. Упркос томе што су и римски пријесто и Исток признавали седам васељенских сабора, недвосмислен модел који одређује однос између првенства папе и ауторитета васељенских сабора није развијен ни у једној Цркви. И поред тога што су сви васељенски сабори сазивани по договору са папама и оци сабора нису оспоравали папско првенство, Други цариградски сабор је одржан без учешћа римског понтифика, а Трећи цариградски сабор је анатемисао једног од архијереја који су представљао Римску катедру. Како примјећује грчки црквени историчар Власиос Фидас, у епохи васељенских сабора богослови Истока су разматрали папски примат у контексту канонски установљене пентархије и нису били свјесни теоријског развоја овог концепта на Западу, који није био манифестован у било ком званичном документу упућеном цркви Истока. Рим, ипак, никада није признао одлуке сабора веза за првенство (3. канон Првог цариградског, 28. канон Халкидонског и 36. канон Трулског сабора).
Почевши од 9. вијека, Римска црква је првенству све више придавала политички и правни значај. Латински богослови су читаву историју папства у првим вијековима преиспитивали у оквиру новог тумачења, доказујући континуитет садашњег стања. Да би потврдили своје тврдње, црква је прибјегла и фалсификатима. Као одговор, њихове источне колеге су одбиле да признају постојање било каквог првенства у првим вијековима и настојали су да умање чињенице које се односе на то. У међувремену, из разних разлога, на Западу су нестали практично сви облици епископске колегијалности, а саборна активност у митрополијама је престала. Томе су у великој мјери допринијели „Преудоисидорови декрети” настали средином 9. вијека, који су разоткривени као лажни у 17. вијеку. Идеја да архиепископи имају власт у оној мјери у којој су је добили од папе била је изражена и у документима из „Лоршских фалсификата”. До 11. вијека, принцип „први пријесто не подлијеже ничијој осуди” (лат. Prima Sedes a nemine iudicatur), који се први пут јавља у „Симаховим апокрифима” из раног 6. вијека, добија велики значај. Уз сву важност принципа за успостављање папског првенства, он је истовремено служио и као извор проблема у разним ситуацијама: у случајевима истовременог избора више папа, што није било ријетко у средњем вијеку, када је папа био осумњичен за јерес или за неканонске поступке.

#### Паство на челу Католичке цркве
Током реформи папе Гргура VII (1073—1085) првенство је преиспитано у мистичном духу. У расправи „De sancta Romana ecclesia” кардинала Хумберта од Силва Кандиде, а затим у енклитици „Dictatus papae”, развијена је идеја о цркви као о хијерархији појмова, чији је средишњи извор свега црквеног живота првенство римског папе. „Диктат”, који је укључивао 27 теза, дао је папи огромна овлашћења не само у црквеној сфери, гдје је могао сам да доноси одлуке о свим „важним питањима” (causae maiores), него чак и да смјењује цареве. Ново теоријско оправдање папског првенства дао је цистерински монах Бернард од Клервоа на захтјев једног од његове браће у реду, будућег папе Евгенија III (1145—1153). Користећи терминологију коју је први пут употријебио у ограниченом контексту папа Лав I, Бернард дефинише папу као имаоца „пуне власти” (лат. in plenitudenem potestatis), док све остале, укључујући помјесне цркве, имају само дјелимичну власт (лат. in partem sollicitudinis). Папско руководство, међутим, мора бити духовно и харизматично, а не правно и административно. У Бернардовом концепту, дужности папе подразумијевају службе, а не доминацију. Што се тиче административне подријеђености, опет из Клервоа сматрао је погрешним да папа, заобилазећи нивое црквене јерархије, одлучује о судбини епископа, опата и свештеника. За вријеме папе Иноћентија III (1198—1216) први пут је употријебљена нова папска титула „намјесник Христа” (лат. vicarius Christi) — за разлику од краљева и епископа, који су се до 11. вијека у оквиру својих јурисдикција именовали исто, намјесништво папе је обухватало све народе. Као намјесник Христа, папа је био „глава цркве” (лат. caput ecclesiae), што је требало да изрази искључиву моћ папе у цркви, као „главе” организма, тијела које образују епископи. Посљедица оваквог приступа било је признавање папине способности да у било ком тренутку врши било каква овлашћења, укључујући — кршећи вјековну традицију — у односу на грчку цркву. Папа Иноћентије IV (1243—1254) отишао је још даље, примјењујући принцип римског права legibus solutus на црквене послове, стављајући се на тај начин изнад црквеног права. Важну улогу у формирању првенства папе одиграла је була папе Бонифација VIII „Unam sanctam” (1302):
… ова Црква, једна једина, има само једно Тијело, једну Главу… то су Христос и Петар, намјесник Христа (Christi vicarius), а такође и насљедници Петрови, по ономе што је Господ рекао самом Петру: „Напасај овце моје” (Јн. 21:17). Он каже „моје” уопштено, не мислећи посебно на ове или оне; то подразумијева, да су сви они били повјерени Њему.
Гргурева реформа дала је подстицај обнављању саборске дјелатности под предсједавањем папе. У почетку су се епископи састајали под предсједавањем папе да би разговарали о разним питањима, дисциплинским или политичким. Мјесто проповиједања било, по правилу, Рим, али током периода сукоба с царевима Светог римског царства или губитка контроле над градом, сабор се могао одржати у било ком другом епископалном центру. Сљедећа фаза била је организација у 12. вијеку „општих” латеранских сабора (1123, 1139. и 1179), касније названи васељенски. Четврти латерански сабор који је подржао под папом Иноћентијем III 1215, првобитно је назван васељенским. Намјеру Гргура VII да обнови избор епископа нису подржали његови насљедници, а под Иноћентијем III постављањем архиепископа, епископа и опата у приходне опатије, бавила се курија. Практичну пуноћу папске власти поткријепио је августинац Августин Тријумфус, који је тврдио да је само папа извор епископске јурисдикције. Тријумфусово учење је преовладавало Католичком црквом све до Другог ватиканског сабора.
Другу половину 14. и прву половину 15. вијека обиљежила је криза папства и раскол у Католичкој цркви, што је довело до појаве неколико папа одједном. Претензије сваког од супротстављених папа на врховну власт и јурисдикцију, учинили су готово немогућим постизање компромиса. У то вријеме се у католицизму појавио концепт концилијаризма, који је бранио приоритет саборских одлука над одлукама римског понтифика. Константским сабором Католичке цркве, који је одржан од 1411. до 1418, окончан је раскол и изабран папа Мартин V. Мартин V и његов насљедник Евгеније IV започели су одлучну борбу против концилијаризма, што је довело до осуде нове еклисиологије на Петом латеранском сабору 1516. године. Истовремено, источна традиција је и даље разматрала првенство папе у контексту пентархије патријаршија. Сукоб двије тенденције догодио се на Ферарско-фирентинском сабору 1438—1442, када је папа Евгеније IV био принуђен да прихвати прелиминарне услове које су источне јерарси поставили у вези са сазивањем и радом сабора. Византинци су тражили да на сабору буде представљена цијели епископат Запада, док се већина прелата окупила у Базелу. Папа је заузврат изјавио да је његово присуство, као и присуство патријарха и цара, довољно за почетак рада сабора. Иако је накнадо изражен традиционално западни став да „кад год се појави спор око вјере, он се тиче примаса Римљана, који треба да ријеши овај спор; а ако се примас огласи, сви сабори и цијела црква дужни су да прихвате истину коју је он изрекао”, источни јерарси су у самој чињеници сазивања сабора видјели признање превласти васељенског сабора над папом.

#### Папско првенство и источне католичке цркве
Водећи унијатску политику на Истоку, Апостолска столица је захтијевала од источних цркава признање папског првенства. Тако је Четврти латерански сабор (1215) успоставио поглаварство Римске столице над свим источним патријаршијама. Унијатска политика претпостављала је очување аутономије источних цркава и употребу источних литургијских обреда, уз признање папског примата. Закључењем Лионске (1274) и Фирентинске уније (1439) источни делегати су признати власт римског папе у Васељенској цркви. Тако је у папској були о Фирентинској унији представљена тврдња о јурисдикционој моћи римског понтифика „да управља и води цијелу Цркву” (лат. universalem Ecclesiam), а папа се назива „оцем и учитељем свих хришћана” (лат. christianorum patrem ac doctorem existere). У тексту је дат и поредак првенства патријаршија: Римска, Константинопољска, Александријска, Антиохијска и Јерусалимска, при чему је наглашено да се за источне цркве тај поредак спроводи „без поврједе свих њихових привилегија и права” (лат. salvis omnibus juribus et privilegiis patriarchum).
Упркос вјероучитељском јединству са Римом, у успостављеним унијатским црквама изнова су се јављали спорови око тумачења папског примата. Тако је током рада Првог ватиканског сабора (1869—1870) одређен нови однос између власти папе и епископата: утврђена је папска непогрешивост у питањима вјере и морала, а проглашена је анатема онима који нису признали папско првенство. Томе се успротивило петнаест источнокатоличких епископа, на челу са патријархом Мелкитске гркокатоличке цркве Григоријем II Јусефом, посебно скренувши пажњу на неприхватљивост анатеме за источне хришћане. Током саборске расправа, 18. јануара 1870. позвали су папу Пија IX да остане вјеран одлукама Фирентинског сабора, увидјевши у догми о непогрешивости папе пријетњу прекомјерној централизацији власти у цркви. Као исход, у трећем поглављу догматског устава „Pastor aeternus”, усвојеном на сабору, потврђена је „пуна и врховна власт [папине] јурисдикције над васељенском Црквом”, проглашавајући анатему онима који се с тим не слажу.
Католици источног обреда признају првенство римског папе у Цркви. Тако, катихизис Украјинске гркокатоличке цркве о питању првенства римског понтифика каже:
У свакој помјесној Цркви, која је у заједници са другим помјесним Црквама, дјелује сва пуноћа Цркве Христове. Видљиви знак заједништва цркава је Васељенски епископ — Папа Римски, чије првенство у љубави и учитељском служењу припада насљеђу вјере цијелог хришћанства… Заједништво са Римском Црквом је знак и услов припадности Васељенској Цркви.
Папа је јурисдикциони поглавар источних католичких цркава. Тако се од новоизабраних поглавара унијатских патријаршија (Јерменске, Коптске, Маронитске, Мелкитске, Сиријске и Халдејске) тражи да добију од папе сагласност за пријем у црквено општење, што у ствари значи одобрење изабраног кандидата од Рима.

## Савремени положај Католичке цркве
У новом вијеку, у условима опадања политичког утицаја Римске столице у Европи, у Католичкој цркви појавили су се нови концепти тумачења папског првенства. У Француској је постала широко распрострањена нова идеја саборности тзв. галиканизам, у Њемачкој — фебронијанизам, а у Аустрији — јозефинизам. Одговор на ове покушаје да се ограничи папска власт у црквама европских држава била је идеологија ултрамонтанизма. На много начина, неке од идеја ултрамонтанизма биле су оличене у одлукама Првог ватиканског сабора (1869—1870), који је одобрио догму о папској непогрешивости у питањима вјере и морала. У погледу папског првенства и непогрешивости, сабор је усвојио устав „Pastor aeternus”. Дио католичког свештенства и вјерника није се сложио са одлукама Првог ватиканског сабора и образовао је Старокатоличку цркву. Према тумачењу Папског савјета за унапрјеђење хришћанског јединства, датом 2001. у документу „Петрова служба”, успоставља се сљедећа веза између непогрешивости и првенства: „особа која врши универзалну службу јединства такође има посебан вјероучитељски ауторитет”.
Папа Павле VI (1963—1978), а затим и папа Јован Павле II, препознали су питање примата папе не само као један од најтежих и најхитнијих богословских проблема, већ и као главну препрјеку васељенском јединству. Састанак Англиканско-римокатоличке међународне комисије из 1981. утврдио је да је Римокатоличка црква признала да „текстови Новог завјета не пружају довољну основу за догму о примату папе” и да „не садрже изричите назнаке преноса првенства на Петра”. Према гледишту усвојеном на састанку, ова доктрина је претрпјела развој попут учења о Тројици, божанствености Христа и хиспостасном сједињењу природа у њему, као резултат извођења посљедица из откровења истине, које нису биле видљиве од почетка. Према Катехизису Католичке цркве, „Захваљујући помоћи Духа Светога схватање како стварности тако и изражаја полога вјере може у животу Цркве напредовати: — »по разматрању и проучавању вјерника који у својем срцу о томе размишљају«”, посебно кроз богословска истраживања. Сходно томе, било би погрешно очекивати да се доктрина о примату папе нађе у раној црквеној литератури и да јој се на основу тога пориче историјска ваљаност. Према католичком гледишту, положај папе као поглавара васељенске цркве развијао се постепено, као што у вријеме апостола није било епископа као вођа мјесних хришћанских заједница. Тако хришћански текстови који не дају изричите одговоре на многа питања, попут „да ли послије крштења има опроштења гријехова” или „да ли треба крстити дјецу”, постепено постају разумљивија у свјетлу релевантних догађаја. Што се тиче ове догме, кардинал Џон Хенри Њумен је примјетио да је „развој хришћанских идеја очигледно у созерцању Божанственог Аутора, као што закључујемо да постоји разум у системима физичког свјета. У сваком случају, њена [развојна] неопходност и присуство су доказ плана видљивог стварања, а исто важи и за прекиде, ако се може употријебити таква ријеч, у структури првобитне вјере Цркве, које омогућавају да ови развоји, који произилазе из истине која лежи около, буду предодрјеђеније да их попуне”.
Средином 20. вијека, Други ватикански сабор (1962—1965), развијајући католичко богословље, потврдио је тврдњу Божанственог права на првенство и на посебни вјероучитељски ауторитет папе. У главном еклисиолошком документу „Lumen Gentium” Другог ватиканског сабора, с освртом на устав „Pastor aeternus” Првог ватиканског сабора, учење о успостављању, непрекидности, значењу и смислу светог Првенства Римског понтифика и његовој непогрешивости учитељства, а папа је именован „Насљедником Петра, Намјесником Христа и видљивом Главом цијеле Цркве”. Истовремено, у документу је наглашен значај епископа као пастира обдарених Светим Духом (гл. 21), који чине јединствени колегијум (гл. 22—23). Поред паралела са учењем Кипријана Картагинског, учење о колегијалности је уско повезано са идејама француског богослова Анрија де Лубака, који је писао о јединству епископа са својом паством с једне стране, и са осталим епископима са друге, и да је епископ Рима, као насљедник Петра, израз овог јединства. Други ватикански сабор је одбацио традиционално тумачење посебне улоге Петра, по којој је све што је апостолима дао Христос дато преко Петра. Папа је назван „намјесником Христа”, али „епископи управљају појединачним Црквама које су им повјерене као намјесници и изасланици Христа” (гл. 27). Тако је сабор папу назвао оличењем свега што постоји у цијелој заједници епископа. Колегијум епископа има моћ само у спрези са папом на челу. Супротно ономе што је прихваћено на Првом ватиканском сабору, сваки епископ је одговоран не само за своју паству, већ и дијели бригу за цркву и цјелини.
Папа Јован Павле II је у енклитици „Ut Unum Sint” из 1995. позвао хришћанске конфесије на богословску расправу о теми првенства Римског понтифика. Посебно су католици признали да је „форма, коју првенство поприма у Католичкој цркви, неприхватљива за све друге цркве”. Ова папина иницијатива наишла је на позитиван пријем, посебно међу протестантима, јер је указивала да је Света столица спремна на флексибилност по овом питању. Ипак, званичници Католичке цркве наставили су да бране традиционално католичког схватање овог питања у духу Првог ватиканског сабора. У документу „Петрова служба” стоји: „Католичка црква сматра да је првенство Рима утврђено Божанственим правом и стога се односи на темељну и непромјенљиву структуру Цркве”.
Према мишљењу предсједавајућег Папског савјета за унапрјеђење хришћанског јединства кардиналу Валтеру Касперу, изреченом на симпозијуму о служби Светог Петра сазваном у Риму 2003, потребан је нови поглед и поимање учења првенства коју је формулисао Други ватикански сабор. Први принцип нове рецепције Каспер указује стављање питања првенства у еклисиолошки контекст, уз признавање моћи епископа као пастира своје епархије. Формулацију „сам по себи, а не уз сагласност Цркве” (лат. ex sese, non autem ex consensu Ecclesiae) из одлуке Првог ватиканског сабора Каспер назива неприхватљивом и предлаже да се схвати „у чисто јурисдикционом смислу”, као показатељ одсуства потребе за додатне правне потврде одлука папе. Други принцип догматске херменеутике тиче се спровођења декрета Првог ватиканског сабора у интегралну традицију, односно признавања легитимности посебно насљеђа источних цркава и њиховог права на самоуправу по сопственим законима. Овај принцип је утврдио Други ватикански сабор, а затим је добио широко признање међу католичким богословима. Тако је 1982. кардинал Јозеф Алојз Рацингер изјавио да „што се тиче учења о првенству, претензије Рима према Истоку не би требало да прелазе оне формулисане и изнијете у првом миленијуму”. С друге стране, концептуалне разлике су већ тада постојале, а значајне промјене у другом миленијуму догодиле су се и на Западу и на Истоку. Приједлог да се Први ватикански сабор тумачи у историјској перспективи нису прихватиле православне цркве. Треба узети у обзир и специфичне историјске околности које су довеле до усвајања одређених одлука на Првом ватиканском сабору. Заузимање Рима 1870. и пратећи догађаји довели су до тога да се примат папе дефинише у смислу суверенитета. Истовремено, схватање папске власти као неограничене не произилази непосредно из догми Првог ватиканског сабора, већ произилази у њиховој максималистичкој интерпретацији.

## Тачке гледишта других цркава

### Древноисточне цркве
Црква Истока је одбацила Ефески сабор 431. и прихватила христолошко учење које су формирали Теодор Мопсуестијски и Несторије, због чега се Асирска црква Истока често назива „несторијанском”. У 16. вијеку дио Цркве Истока ступио је у унију са Римокатоличком црквом, признајући папско првенство. Унијати су истовремено бранили католичку еклисиологију — нпр. халдејски патријарх Абдишо V Хајат (1894—1899) био је аутор богословских дјела у одбрани папског првенства.
Након почетка богословског дијалога између Асирске и Католичке цркве 2015, Свети синод Асирске цркве Истока одлучио је да не потпише узајамно признање Светих тајни са Римокатоличком црквом. Одбијање је узроковано приједлогом Папског савјета за унапрјеђење хришћанског јединства о позитивној оцјени примата римског папе. Асирски члан Мјешовите богословске комисије епископ калифорнијски Мар Бавај Соро je 2008, незадовољан обуставом богословског дијалога са католицима, заједно са шест свештеника, тридесет ђакона и око хиљаду вјерника прекинуо општење са Асирском црквом и прешао у Халдејску католичку цркву. Истовремено, Бавај Соро је примјетио да су „прије двадесет година многи вјерници Асирске цркве схватили да, осим папског првенства, између њих и Католичке цркве нема богословских разлика”, а такође се обратио вјерницима Асирске цркве Истока са аргументима у корист јурисдикционог првенства римског папе, цитирајући одломке из списа истакнутог источносиријског богослова Абдиша (ум. 1318). Патријарх Халдејске католичке цркве Луис Рафаел I Сако је 2015. апеловао на Асирску цркву Истока и Древну асирску цркву Истока, која се отцијепила од ње, са позивом да се уједине и поново створи јединствена Црква Истока под влашћу папе. Асирска црква Истока је одбила овај приједлог и ова иницијатива није спроведена.
Током семинара „Еклисиологија и јединство Цркве” (1—5. јул 1994), у оквиру рада екуменске организације Pro Oriente, потписан је споразум између католичких и древноисточних богослова, којим је изражен став нехалкидонских цркава по питању папског примата. У документу је наведено да концепт првенства у древноисточној традицији не имплицира његову јурисдикциону природу, а традиционални изрази који се користе за дефинисање првенства у еклисиологији нехалкидонских цркава су: „првенство части”, „првенство љубави” и „првенство међу једнакима”. Да би се расправљало о питањима (укључујући и питање папског првенства) која ометају постизање евхаристијског јединства, основана је 2003. Мјешовита међународна комисија за богословски дијалог између Католичке и Древноисточке цркаве.

### Православна црква
Све до 9. вијека, сви периоди раскола између Римске цркве и источних патријаршија били су због догматских питања и јереси. У 9. вијеку сукоб између цариградског патријарха Фотија I и римског папе Николе I довео је до црквеног раскола. Истовремено је почео поступак постепеног отуђења западне и источне хришћанске цркве. Овај поступак је био вођен политичким (оријентација папа према Каролиншком царству и неповјерење према византијским царевима), културни (употреба грчког и старословенског језика на Истоку и латинског на Западу), еклисиолошки (римска катедра је све више предузимала административне функције) и догматски фактор (расправе о Филиокве). Канонско право Православне цркве придавало је мањи значај 3, 4. и 5. канону Сардског сабора, придајући им другачије поступно значење и додјељујући цариградском патријарху једнака права као и папи. Првенство части у православном смислу давало је право предсједавања васељенским саборима, који, међутим, имају већу моћ од папе и свих пет патријарха васељенске цркве. Католичка доктрина, која римском папи приписује функције управљања цјелокупном васељенском црквом, у православљу је названа „папизам”. Питање првенства папе један је од главних разлога подјеле западне и источне хришћанске цркве. Православна црква никада није имала и нема јединствену административну структуру управљања. Римски епископ је до раскола 1054. сматран првим „по части”, али му није признато првенство власти. Послије 1054, цариградски патријарх је признат као „први међу једнакима” међу предстојницима помјесних православних цркава, који од византијских времена носи титулу „васељенског”, међутим, ни ова титула ни првенство по части не дају цариградском патријарху било каква јурисдикциона права изван граница сопствене патријаршије.
У 20. вијеку проблемом првенства бавио се православни богослов Николај Афанасјев. Његов концепт „евхаристијске еклисиологије” развили су Јован Мајендорф, Александар Шмеман и други. Као званични екуменистички посматрач, Афанасјев је учествовао у раду Другог ватиканског сабора, а његови ставови су поштовани не само у православљу, него и у Католичкој цркви. Са становишта питања првенства, Афанасјев разликује двије врсте еклисиологије, универзалну и евхаристијску. Први од њих сугерише да цијела црква треба слиједити једно вођство, што захтјева лични ауторитет заснован на праву личне власти. Напротив, у евхаристијском моделу „власт појединог епископа не може постојати, пошто власти засноване на закону, нема у Цркви”. По Афанасјеву, „евхаристијска еклисиологија још увијек живи у дубини православне душе”. Заједничка међународна комисија за богословски дијалог између Римокатоличке и Православне цркве одобрила је 2007. тзв. „Равенски документ”, у којем се наводи да иако је историјски епископ Рима био први међу патријарсима, стране тумаче историјске доказе о тој епохи у погледу прерогатива римског епископа као првог. У документу се такође наводи да „првенство и саборност зависе једно од другог. Према томе, првенство на различитим нивоима живота Цркве — помјесном, регионалном и васељенском — увијек треба посматрати у контексту саборности, а саборност, ретроспективно, у контексту првенства” (п. 43). „Равенски документ” није ратификовала Руска православна црква, а одговор на њега дао је „Став Московске патријаршије о првенству у Васељенској цркви” (или Московски документ) 2013. године. У њему је идеја првенства, у складу са тренутним стањем, разматрана на различитим нивоима црквене организације.
Православне цркве признају истакнуту улогу апостола Петра у раној цркви, али питања која се односе на његово првенство у православном богословљу су дискутабилна. Постоје различита мишљења у погледу схватања природе и степена овог првенства, али генерално сматрају да првенство апостола Петра не подразумијева никакву врсту моћи, већ се своди само на право на посебну част. Друга тачка се тиче природе насљеђа Петрове титуле и функције, валидности тврдњи вођа појединих цркава да наслиједе његову улогу и овлашћења. Сходно томе, они одбацују учења о апсолутном првенству и вјероучитељској непогрешивости римског папе, установљену у Римокатоличкој цркви, чак поједини теолози овакво учење сматрају јеретичким. Православна еклисиологија предвиђа првенство части и не слаже се са тумачењем првенства у католичком богословљу, израженим у учењу „о успостављању, континуитету, значењу и смислу светог Првенства Римског понтифика и о његовом непогрешивом учењу”. Православно богословље не прихвата претензије папске катедре на апсолутну власт у Цркви и првенство схвата искључиво као „први међу једнакима” (лат. primus inter pares).

### Протестантизам
Питање папства и његовог ауторитета било је један од главних проблема за рану реформацију у њиховом спору са Католичком црквом. У свом одбацивању римској хијерархије, Мартин Лутер је до средине 1520. закључио да је папа „Антихрист”. Држећи се протестантских догми, Лутер је изнио низ замјерки на овлашћења понтифика, у којој је порицао искључиво право на тумачење Светог писма које су узурпирале папе и тврдњу да је спасење могуће само у општењу са Римом и у потчињавању њему. Сличне ставове имали су Филип Меланхтон и Мартин Буцер. Филип Меланхтон је дозволио јурисдикциону власт папе, под одређеним условима: „ …што се тиче папе, вјерујем да ако се он није мијешао у Јеванђеље, онда ми, ради мира и опште сагласности оних хришћана који су под његовом влашћу и даље желе да буду под њом, било би неопходно признати његову надмоћ над епископима по људском праву”. Оснивачи реформације вјеровали су да извор „антихришћанске” суштине папства није идеја првенства као таквог, већ злоупотреба принципа iure divino у његовој примјени. Чак и послије 1520. Лутер се држао условног признавања папског првенства — ако се папа држао Јеванђеља, да ли би било дозвољено да га признамо оним за кога се представља. Важан документ протестантског одбацивања догме о примату папе је расправа „Тактат о моћи и првенству Папе” коју је 17. фебруар 1537. написао Меланхтон и коју су прихватили сви лутерански богослови. Лутерански богослови 17. и 18. вијека чак су признавали водећу улогу Петра међу апостолима, али је усвајање „Pastor aeternus”, према општем мишљењу протестаната, затворило могућност постизања договору о првенству. Ипак, условљеност лутеранског става по питању првенства омогућава постизање компромиса, а о проблему се више пута расправљало током различитих рунди Лутеранско-католичког дијалога.
За англиканство, које је одбацило власт Рима у свом симболу вјере, питање папског првенства, ако га уопште има, поставља се као посебан аспект општег питања о границама епископске власти. Савремено гледиште Англиканске цркве изражено је 8. резолуцијом Ламбетске конференције 1988, којом је одлучено да се настави потрага за догматским оправдањем за идеју васељенског првенства, која је, уз колегијалност, инструмент за постизање црквеног јединства. Овај опрезни закључак био је логичан развој изјава које су раније дате у различитим англиканским црквама о одсуству индикација потребе за свјетским вођством били у ранијим екуменским документима или у традицијама англиканства.

### Старокатолицизам
Током богословског дијалога између Римокатоличке цркве и Утрехтске уније старокатоличких цркава, стране су 2009. препознале да су главни разлози раздвајања Католичке и Старокатоличке цркве неслагања око односа према папском првенству у помјесној цркви (1723) и догма Првог ватиканског сабора о папског непогрешивости и јурисдикционом првенству папе (1870). Званичне старокатоличке изјаве и декларације о првенству епископа Рима увијек су признавале посебан статус папе, признат у заједничкој традицији цркава Истока и Запада, али су одбациле опште јурисдикционо првенство и доктринарну непогрешивост папе. Старокатолицизам сматра улогу папе „првог међу једнакима”: папски примат се мора вршити у духу саборности, а папа је једноставно први међу патријарсима.
Став Утрехтске уније старокатоличких цркава у погледу папског првенства изражен у документу „Власт и првенство у Цркви”, усвојен на англиканско-старокатоличкој богословској конференцији (6—10. августа 1985):
Свјесни смо да се током вијекова римско првенство развило из те једноставне концепције у централизовани ауторитет који тврди да има божанску институцију (лат. jure divino), да има моћ да непосредно интервенише у свакој епископији и да именује и ограничава власт епископа (јурисдикција) и одређују питање вјере у које ће вјеровати сви хришћани (непогрешивост). Ниједна од наших цркава није могла да прихвати папско поглаварство како га тренутно тумачи и спроводи римска катедра, иако смо свјесни да би многи римокатолици, епископи, свештеници и мирјани, жељели да виде велике промјене како би смањили папску моћ.